# MS-13

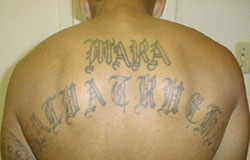
MS-13會員都接受的幫會紋身

MS-13（全名為Mara Salvatrucha，也簡稱為MS或Mara）是一個發源於美國洛杉磯Pico-Union區的國際性犯罪幫派，其勢力至今已遍佈北美洲及中美洲各地，估計2005年單美國境內會員數量已經超過50,000人。
1980年代由來自薩爾瓦多的美國移民成立MS-13以保護其同鄉，後來他們接受了宏都拉斯、危地馬拉及尼加拉瓜等中美洲國家的拉丁裔移民加入，其中幫會中的非法入境者被美國政府遣返回原居地後變相將MS-13的影響力散播回中美洲，進一步增加了其會員數目。
2017年10月，美国司法部正式把“MS-13”定为司法部打击贩毒和洗钱活动的重点目标。根据司法部报告中关于18th Street gang和MS-13的内容，“这两个团伙把中美洲北部三角地区变成了世界上杀人率最高的地区。

## 牽涉犯罪活動
MS-13牽涉的犯罪活動包括非法走私及銷售毒品、黑市槍械、販賣人口、偷車、入侵他人住所、襲擊執法人員及買兇殺人等。當中廣受報導的一宗兇殺案發生於2003年7月13日美國維吉尼亞州郊區，一名17歲已懷孕4個月的MS-13女線人布蘭達·帕茲，在堪薩斯市接受證人保護期間因為擅自與4名前幫會朋友接觸而遭到他們殺害。同月一位漁夫在沙倫河發現帕茲的屍體，胸部和手臂上被砍了16刀，喉管被割成3段。
2004年12月23日晚上於宏都拉斯西北部市郊查美拉康，6名手持AK-47的槍手乘坐汽車攔截一部駛經鬧市的城際大巴，并槍殺巴士上全部28名大部分為婦孺的乘客。槍手行兇後留下一條字條，以一個已經不活躍的游擊隊組織名義表示抗議宏都拉斯恢復死刑，但警方事後拘捕了一名MS-13會員，相信是此事件的兇手之一。直至2007年2月總共有兩名MS-13會員被成功定罪，但另外兩名MS-13疑犯因為證據不足而無罪釋放。而另1名在監獄中服刑的MS-13領袖，相信是巴士兇案的主謀，2005年初於獄中被其他MS-13的囚犯吊頸致死。
2009年2月，美國科羅拉多州與加利福尼亚州政府經過3年調查後逮捕了20名MS-13會員和搜出10磅冰毒、2.3公斤（5磅）可卡因、少量海洛因及12支槍械。